# OFK Žarkovo
OFK Žarkovo (serb. ОФК Жарково) – serbski klub piłkarski z Belgradu. Został utworzony w 1925 roku. Obecnie występuje w Prva liga Srbije.